# Campeonato nacional de Estados Unidos 1957
Lista de los campeones del Campeonato nacional de Estados Unidos de 1957:

## Senior

### Individuales masculinos
Malcolm Anderson vence a  Ashley Cooper, 10–8, 7–5, 6–4

### Individuales femeninos
Althea Gibson vence a  Louise Brough Clapp, 6–3, 6–2

### Dobles masculinos
Ashley Cooper /  Neale Fraser vencen a  Gardnar Mulloy /  Budge Patty, 4–6, 6–3, 9–7, 6–3

### Dobles femeninos
Louise Brough /  Margaret Osborne vencen a  Althea Gibson /  Darlene Hard, 6–2, 7–5

### Dobles mixto
Althea Gibson /  Kurt Nielsen vencen a  Darlene Hard /  Bob Howe, 6–3, 9–7
| Predecesor: 1956                         | Campeonato nacional de Estados Unidos 1957 | Sucesor: 1958                         |
| Predecesor: Campeonato de Wimbledon 1957 | Grand Slam 1957                            | Sucesor: Campeonato de Australia 1958 |

- Datos: Q2410063